# Björn Höhne
Björn Höhne est un joueur allemand de volley-ball né le 27 mars 1991 à Berlin. Il mesure 1,94 m et joue réceptionneur-attaquant. Il totalise 33 sélections en équipe d'Allemagne.

## Clubs
| Club                     | De        | À         |
| ------------------------ | --------- | --------- |
| Berlin Recycling Volleys | 2011-2012 | 2012-2013 |
| TV Bühl                  | 2011-2012 | ...       |

## Palmarès
- Championnat d'Allemagne (2)
  - Vainqueur : 2012, 2013